# Výkonná moc

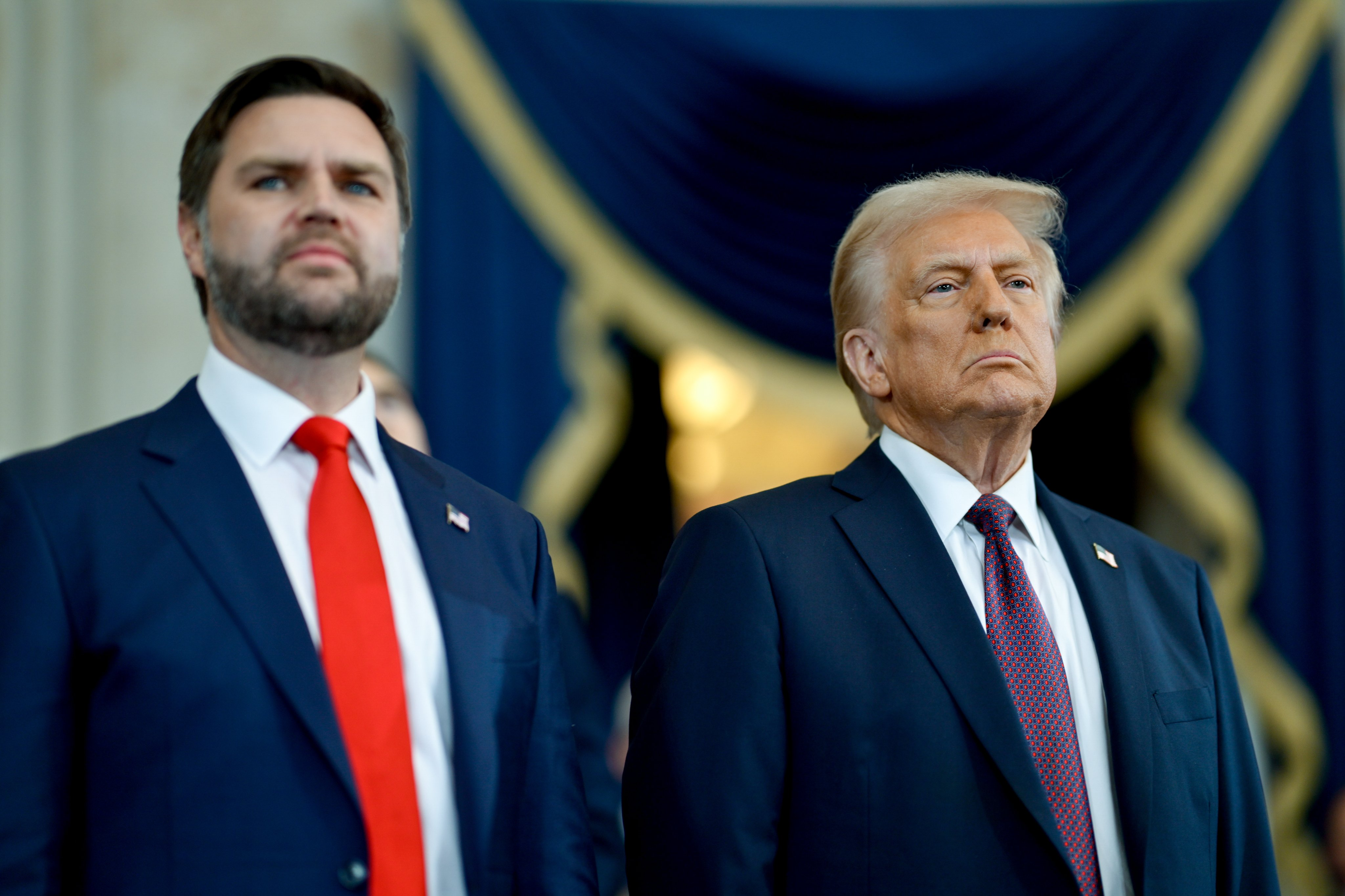
Dva nejvyšší představitelé výkonné moci v USA, prezident Donald Trump (vpravo) a viceprezident J. D. Vance, 2025

Výkonná moc, označovaná též jako exekutiva, tvoří jednu ze tří základních složek státní moci vedle moci zákonodárné a soudní, přičemž jejich vzájemné oddělení má předcházet zneužití státní moci. Obecně je výkonná moc odpovědná za každodenní správu státu a výkon činností, které nespadají do působnosti zákonodárství ani soudnictví. Exekutiva tak zajišťuje široké spektrum úkolů, mezi něž patří tvorba a realizace veřejných politik, řízení a kontrola politického procesu, legislativní iniciativa, správní dozor a kontrola dodržování právních předpisů, výkon sankcí, hospodaření s veřejnými prostředky a poskytování veřejných služeb (například správa nemocnic, výstavba a údržba dopravní infrastruktury či realizace sociálních programů). Součástí jejích funkcí je také mobilizace podpory státního režimu, byrokratická správa a plnění reprezentačních a ceremoniálních úloh.
Pojetí výkonné moci vychází z díla Johna Lockeho, pode něhož je úkolem výkonné moci „provádění pozitivních zákonů společnosti uvnitř jí samé nade všemi, kdo jsou jejími částmi“, protože zákony „mají stálou a trvalou platnost a potřebují nepřetržitého provádění nebo dozoru“. Zároveň uznává, že psané právo nemůže pokrýt všechny nepředvídané události a nemůže být dostatečně konkrétní, aby umožnilo vládě rozhodnout o každém problému v rámci zákona. Výkonná složka vlády má proto mít výsadní pravomoc jednat podle uvážení, ve veřejném zájmu, bez předpisu zákona a někdy i proti němu, pokud to považuje za nezbytné. Zatímco Locke do výkonné moci řadil i moc soudní, podle pozdějšího pojetí Charlese Montesquieuho jsou však tyto složky odděleny.

## Struktura výkonné moci

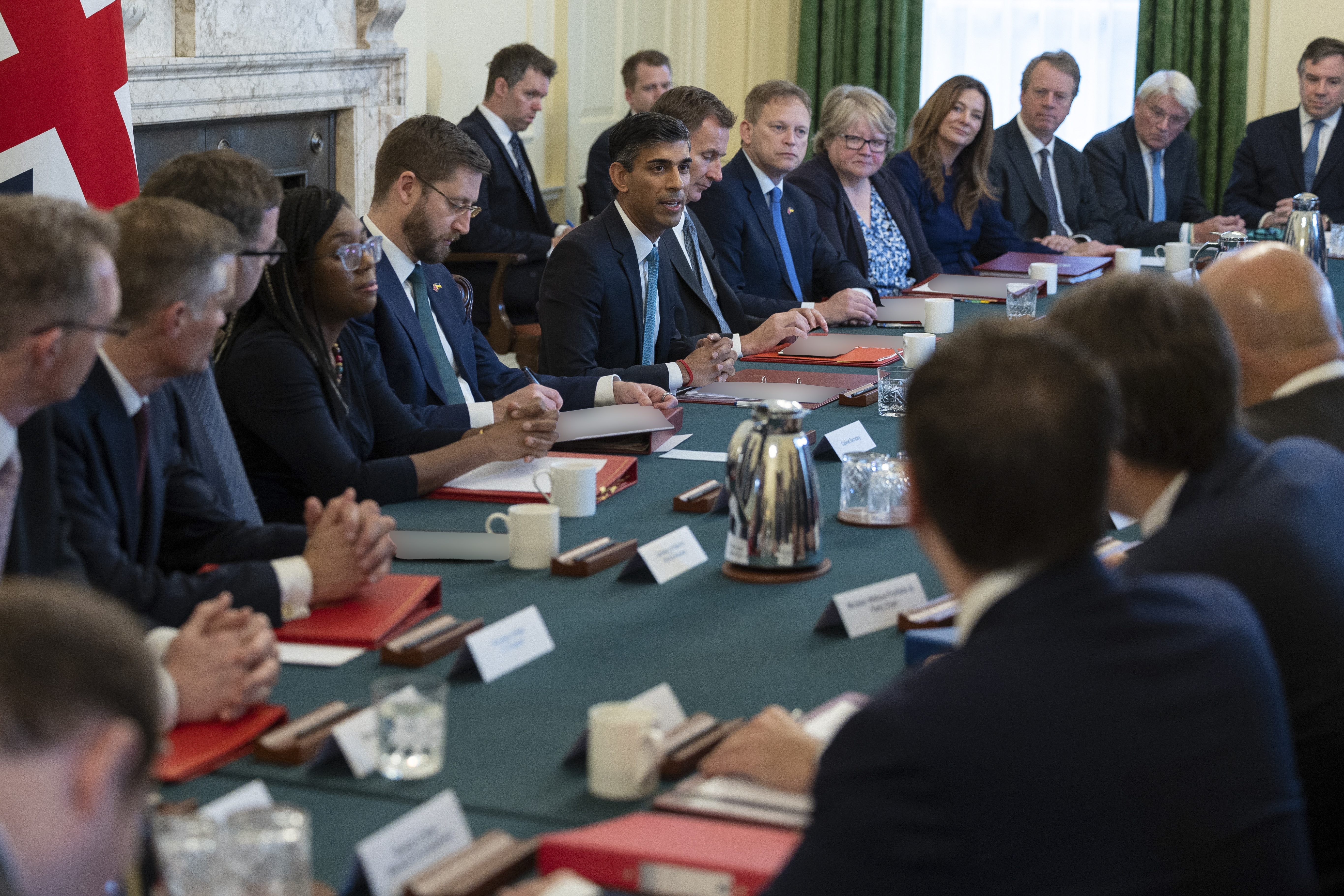
Zasedání vlády britského premiéra Rishiho Sunaka, 2022

Výkonná moc představuje funkčně i personálně nejrozsáhlejší složku státní moci, která je charakteristická svou nepřetržitou činností a širokým rozsahem pravomocí. Mezi orgány výkonné moci patří:
- hlava státu,
- vláda,
  - ministerstva a jiné ústřední správní úřady včetně jejich podřízených složek,
  - bezpečnostní sbory, ozbrojené síly, zpravodajské služby
  - zastupitelské úřady v zahraničí,
  - státní zastupitelství,
- další státní orgány, které mohou být na centrální vládě nezávislé (například orgány územní samosprávy, centrální banka a podobně).

Výkonná moc se dělí na dvě základní složky, a to politickou a byrokratickou:
- Politická složka výkonné moci je tvořena především nejvyššími ústavními orgány – hlavou státu a vládou. Tato složka je zpravidla závislá na výsledcích voleb, a její personální obsazení se proto pravidelně obměňuje. Jejím hlavním úkolem je reprezentovat stát navenek i dovnitř a určovat vnitřní a zahraniční politiku. K tomu využívá ústavních a politických aktů hlavy státu a vlády, předkládání návrhů zákonů a státního rozpočtu, jmenování vysokých státních úředníků, výkonu vrchního velení ozbrojených sil, vedení diplomatických jednání a sjednávání mezinárodních smluv.

- Byrokratická složka výkonné moci je organizována hierarchicky a tvoří ji aparát profesionálních úředníků. Tyto orgány vykonávají státní správu na základě právních předpisů i interních norem. Byrokratická složka zajišťuje zejména vydávání prováděcích a podzákonných předpisů, rozhodování v individuálních případech a kontrolu dodržování právních předpisů. Úředníci jsou odborně kvalifikovaní a vykonávají placenou veřejnou službu.

Politická složka výkonné moci může mít monistickou nebo dualistickou strukturu. Monistická struktura je typická pro absolutní monarchie a prezidentské republiky, kde je hlava státu zároveň hlavou vlády vrcholným orgánem výkonné moci. Dualistická struktura se uplatňuje v konstitučních monarchiích, parlamentních a poloprezidentských republikách, kde je výkonná moc rozdělena mezi hlavu státu a vládu:
- Hlava státu je formálně nejvyšším představitelem státu a v různé míře vykonává výkonnou moc i další pravomoci. Může jít o jednotlivce (například prezidenta či monarchu) nebo kolektivní orgán, jak je tomu například ve Švýcarsku. Postavení hlavy státu se v jednotlivých zemích liší – od převážně ceremoniální funkce až po klíčovou roli v určování státní politiky. Mezi její základní úkoly patří reprezentace státu v mezinárodních vztazích a symbolická role zajišťující kontinuitu státní moci. V parlamentních systémech hlava státu často plní roli moderátora vztahů mezi ústavními orgány. V prezidentských a poloprezidentských systémech, stejně jako v absolutních monarchiích, je hlava státu nositelem přímé vládní moci.

- Vláda je kolektivním orgánem výkonné moci, složený z předsedy a ministrů. Jejím úkolem je řídit, kontrolovat a koordinovat činnost ministerstev a dalších správních úřadů. V čele vlády stojí předseda vlády (prezident, premiér, kancléř apod.), zatímco jednotliví ministři vedou příslušná ministerstva a odpovídají za jejich agendu. Ministři spravují resorty samostatně, zatímco vláda rozhoduje o záležitostech přesahujících rámec jednotlivých resortů. Předseda vlády zpravidla nevede žádné konkrétní ministerstvo, ale disponuje vlastním aparátem. Vláda zastupuje stát jak na vnitrostátní, tak na mezinárodní úrovni, určuje směřování vnitřní a zahraniční politiky a dohlíží na fungování byrokratické složky státní správy.

## Vztah k zákonodárné moci

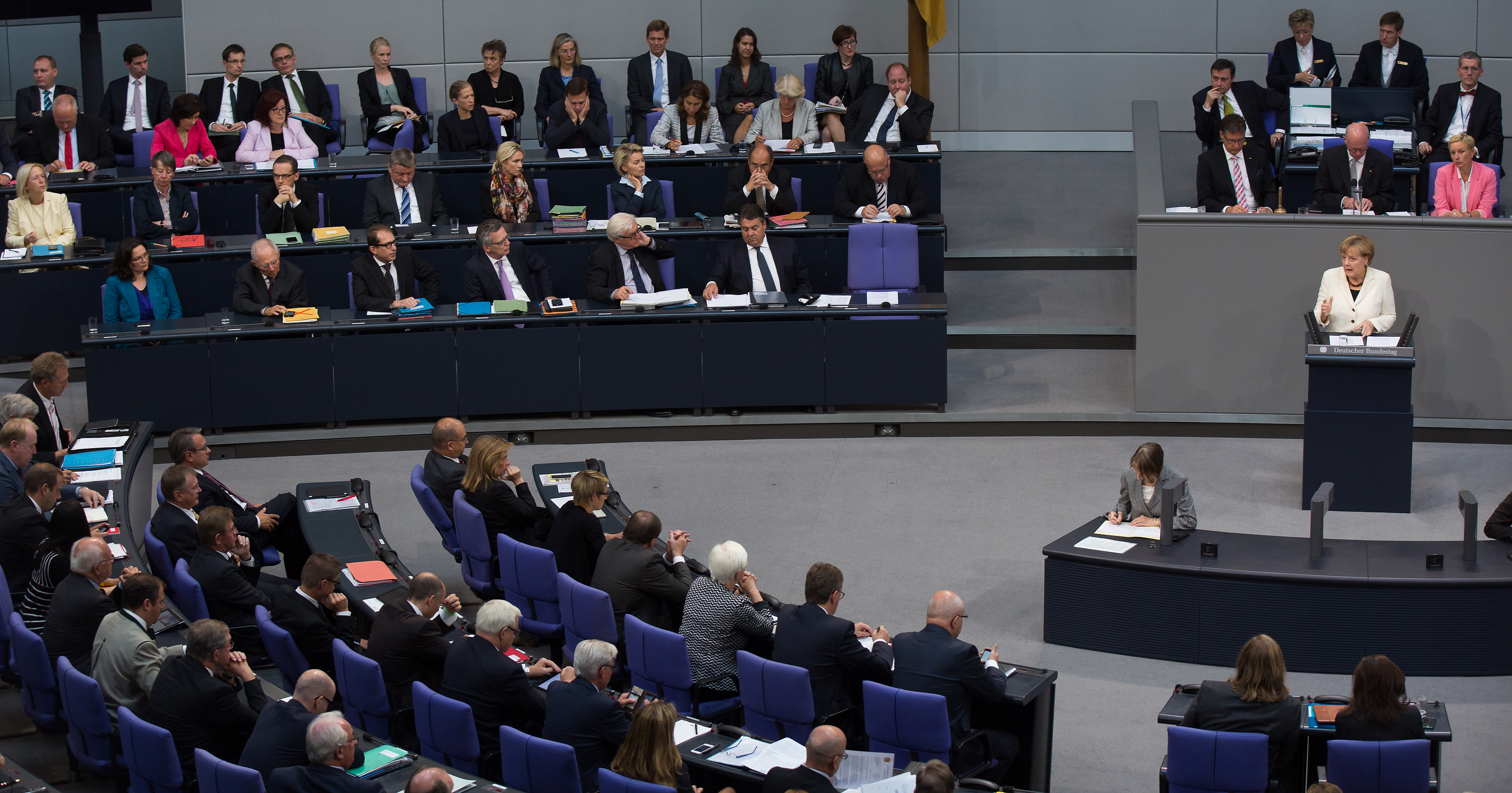
Projev německé kancléřky Angely Merkelové ve Spolkovém sněmu a za účasti spolkové vlády, 2014

### Personální vztah
Výkonná moc je provázána se zákonodárnou mocí, a to jak personálně, tak funkčně. Tento vztah se liší podle konkrétní formy vlády:
- Parlamentní forma vlády – ⁠v parlamentních systémech je typické, že vláda je přímo odpovědná parlamentu. Tato odpovědnost se realizuje především prostřednictvím institutu důvěry a nedůvěry. Parlament může vládě vyslovit důvěru, čímž ji legitimizuje k výkonu moci, nebo naopak kdykoli během volebního období vyvolat hlasování o vyslovení nedůvěry, jehož výsledkem je povinnost vlády odstoupit.[2] Obvykle hlava státu jmenuje předsedou vlády lídra nejsilnější parlamentní strany či koalice, někdy s nutností následného stvrzení parlamentem, v některých případech (např. spolkový kancléř Německa[10] nebo prezident Jihoafrické republiky[11]) je hlava vlády parlamentem přímo volena. V praxi parlamentních systémů jsou členové vlády často současně poslanci parlamentu, což umožňuje užší propojení obou složek moci. Tento personální průnik je typický například pro Velkou Británii (kde jsou podle ústavní zvyklosti všichni členové vlády současně poslanci Dolní sněmovny),[12] nebo Českou republiku (kde může být členem vlády jmenován poslanec i senátor[13]).[pozn. 1]

- Prezidentská forma vlády –⁠⁠⁠⁠⁠⁠ v prezidentských systémech, jako jsou Spojené státy americké, je výkonná moc koncentrována v rukou prezidenta, který je současně hlavou státu i vrcholným představitelem výkonné moci, který si vybírá své ministry a další členy vlády.[2] Personální oddělení obou mocí je zde striktní; volby jsou oddělené a členové vlády nesmí být současně poslanci nebo senátoři. V některých případech je sice pro jmenování vrcholných funkcionářů souhlas zákonodárného sboru nutný, nicméně prezidentova vláda není na rozdíl od parlamentních režimů vázána institutem důvěry; parlament ji nemůže odvolat hlasováním o nedůvěře.[14] Odvolání prezidenta parlamentem je možné jen v krajním případě na základě žaloby pro velezradu[13] nebo procesem impeachmentu.[14][15]

- Poloprezidentská forma vlády –⁠⁠⁠⁠⁠⁠ poloprezidentské systémy, například Francie, kombinují oba principy. V čele vlády stojí předseda vlády (premiér), který řídí každodenní činnost kabinetu. Prezident zůstává hlavou státu a často disponuje významnými exekutivními pravomocemi. Vláda je v tomto modelu odpovědná jak parlamentu, tak prezidentovi, což může vést ke zvláštnímu uspořádání zvanému kohabitace, kdy přímo volený prezident a parlamentní většině odpovědný premiér zastupují odlišné politické proudy.[2]
- Absolutistická forma vlády –⁠⁠⁠⁠⁠⁠ v absolutních monarchiích a nedemokratických republikách je obvykle zákonodárná moc koncentrována v rukách hlavy státu a parlament buď neexistuje (například ve Vatikánu má zákonodárnou moc přímo papež[16]), nebo neplní své obvyklé funkce a je zcela závislý na rozhodnutí výkonné moci (například v Saúdské Arábii a Afghánistánu má parlament postavení poradního orgánu, jehož členy jmenuje hlava státu, která se jeho doporučeními nemusí řídit[17][18]).

### Zákonodárná iniciativa
Výkonná moc se zásadním způsobem podílí na zákonodárném procesu jako dominantní předkladatel návrhů nové legislativy a příprava návrhů zákonů tvoří značnou část vládní agendy. V parlamentních demokraciích je obvyklé, že přibližně 70 % návrhů předložených parlamentu pochází od vlády a zhruba 80 % z nich bývá následně skutečně přijato. Důležitým a současně symbolickým projevem vládní legislativní agendy jsou výroční projevy, například řeč z trůnu ve Velké Británii. Tento projev připravuje vláda a představuje v něm stěžejní zákonné změny, které hodlá prosazovat. Projev je poté jménem vlády přednesen panovníkem na zvláštním zasedání obou komor parlamentu. Obdobnou funkci v USA plní Zpráva o stavu Unie, kterou přednáší prezident oběma komorám Kongresu a ve které doporučuje zákony, které považuje za nezbytné. V některých případech má výkonná moc dokonce výhradní zákonodárnou iniciativu. V České republice například návrh státního rozpočtu může předložit pouze vláda. V Evropské unii je zákonodárná iniciativa soustředěna výhradně do rukou Evropské komise, která je jako ústřední exekutivní orgán jediným předkladatelem návrhů unijní legislativy, která je poté schvalována Evropským parlamentem. Jeho poslanci o návrhu debatují a posléze hlasují, vlastní návrh však předložit nemůžou.

### Podepisování zákonů a veto
Výkonná moc se účastní i závěrečného stadia legislativního procesu prostřednictvím podpisu zákona a práva veta. Podpisem a následným vyhlášením výkonná moc stvrzuje, že zákon bude vykonán. V USA tak schválený zákon podepisuje prezident, v ČR prezident i premiér a historicky v Československu zákon podepisovali i ministři, kteří byli jeho výkonem pověřeni. Možnost odepření podpisu, tj. právo veta, umožňuje výkonné moci zabránit přijetí zákona, i když jej parlament schválil. Instituce veta má kořeny již v římské republice, kde veto (lat. „zakazuji“) znamenalo možnost zastavit rozhodnutí kolektivního orgánu. V moderních systémech se účinnost veta liší: ve Velké Británii zákon vyžaduje potvrzení formou královského souhlasu, který tak panovník teoreticky může odmítnout, nicméně k tomu došlo naposledy za vlády královny Anny Stuartovny v roce 1708. V České republice je prezidentské veto spíše symbolické a parlament jej může přehlasovat absolutní většinou v obou komorách. V USA je prezidentské veto významným nástrojem výkonné moci, jeho přehlasování vyžaduje kvalifikovanou většinu obou komor Kongresu. Z prezidentem vetovaných zákonů Kongres přehlasuje průměrně pouze 7%.

### Svolávání a rozpuštění parlamentu
Rozpuštění parlamentu představuje další prvek vzájemného vyvažování moci. Historicky svolával parlament panovník, aby se s ním poradil nebo prosadil svou vůli. V současných parlamentních demokraciích má tuto pravomoc obvykle hlava státu, někdy však pouze za určitých podmínek. Ve Velké Británii panovník tradičně ceremoniálně zahajuje zasedání nově zvoleného parlamentu a v průběhu volebního období může jeho prostřednictvím premiér iniciovat řádné i předčasné volby. Ve Francii má prezident pravomoc rozpustit dolní komoru parlamentu a vyhlásit nové volby kdykoli. V České republice může prezident rozpustit Poslaneckou sněmovnu jen ve vymezených případech stanovených ústavou, například pokud nebyla sněmovna schopna po třech pokusech vyslovit důvěru vládě, nebo pokud o svém rozpuštění sama rozhodne kvalifikovanou většinou. Naproti tomu v USA není možní rozpuštění ani jedné komory Kongresu. Rovněž v Rusku bylo podle ústavy z roku 1978 rozpuštění státních orgánů výslovně zakázáno. Navzdory tomu prezident Jelcin roku 1993 parlament rozpustil s odvoláním na výsledky referenda. To vedlo k ozbrojenému střetu mezi zákonodárnou a výkonnou mocí, který byl ukončen střelbou tanků do budovy budovy parlamentu a jeho násilným rozehnáním.

### Delegované pravomoci
Výkonná moc disponuje také delegovanou normotvornou pravomocí na základě zákonného zmocnění (secundum et intra legem). Orgány výkonné moci mohou vydávat prováděcí a podzákonné předpisy, které konkretizují obecné zásady stanovené zákonem. Tyto předpisy umožňují uplatňovat diskreci a pružně reagovat na aktuální potřeby a technické detaily, které není praktické řešit na úrovni zákonodárného sboru. Příklady působnosti těchto předpisů zahrnují stanovení výše minimální mzdy, vízové povinnosti, cen dálničních známek, technických požadavků na výrobky a podobně. V České republice se jedná o nařízení vlády a vyhlášky ministerstev. V USA se používají executive orders, proclamations a regulations. Výkonná moc dále rozhoduje prostřednictvím individuálních správních aktů, zakládajících práva a povinnosti. Jedná se například o vydávání řidičských a zbrojních průkazů, stavebních povolení, koncesí k podnikání, povolení k pobytu pro cizince a podobných regulačních opatření. V ČR se pro tyto účely využívají správní rozhodnutí nebo opatření obecné povahy. Součástí správní činnosti je také výkon správního dozoru, spojeného s kontrolou dodržování právních předpisů a ukládáním sankcí, zejména ve formě pokut. V krajních případech, jako je krizový stav, válka či státní převrat, může být na základě zvláštního zákona dočasně delegována veškerá zákonodárná moc na orgán výkonné moci. Historickými příklady jsou německý Zmocňovací zákon z roku 1933 nebo Benešovy dekrety v období exilové vlády a poté v poválečném Československu.

### Omezení pravomocí
Pravomoci výkonné moci jsou v demokratických státech omezeny řadou ústavních a zákonných mechanismů, které zajišťují rovnováhu mezi mocí výkonnou a zákonodárnou a podmiňují některé kroky vlády souhlasem parlamentu. Vláda například spravuje státní pokladnu a majetek, přiděluje dotace, vede výběrová řízení na veřejné zakázky, ale musí se při tom držet rozpočtu, který může schválit pouze parlament. Podobně vláda a hlava státu zastupují stát navenek, vysílají delegace nebo osobně navštěvují konference, kde sjednávají a uzavírají mezinárodní smlouvy, ty však obvykle podléhají následné ratifikaci zákonodárným sborem. Hlava státu je obvykle vrchním velitelem ozbrojených sil, avšak o vyhlášení války či nasazení armády rozhoduje parlament. Dále vláda jmenuje vysoké úředníky a manažery státních podniků, nicméně někdy je k tomuto kroku vyžadován souhlas parlamentu. Rovněž mimořádná opatření, jako je nouzový či válečný stav, může vláda vyhlašovat jen v zákonem vymezených případech a obvykle rovněž podléhají souhlasu zákonodárného sboru.

## Vztah k soudní moci

### Jmenování soudců
Výkonná moc je se soudní mocí propojena i omezována v několika zásadních aspektech. Jedním z nejvýznamnějších nástrojů je právo jmenovat soudce. V demokratických státech se tato pravomoc zpravidla soustředí v rukou hlavy státu, často však podléhá dalším zárukám nezávislosti justice. V České republice jmenuje soudce prezident republiky se spolupodpisem premiéra zpravidla na dobu neurčitou bez možnosti svévolného odvolání. Ve Spojených státech amerických jmenuje federální soudce prezident se souhlasem Senátu, přičemž mandát je doživotní. Na Slovensku prezident jmenuje soudce rovněž bez časového omezení a to na návrh Soudní rady, orgánu soudcovské samosprávy. Možnost odvolání soudců výkonnou mocí je zpravidla vnímána jako nedemokratická a porušující nezávislost soudní moci.

### Trestní soudnictví
Výkonná moc má rovněž významné postavení v oblasti trestního soudnictví. Typickými institucemi této oblasti jsou v ČR státní zastupitelství, Policie, Vězeňská služba a Probační a mediační služba; například v USA tuto funkci plní zejména prokurátoři, dále pak například federální vyšetřovací služba FBI či US Marshals. Tyto orgány exekutivy provádějí vyšetřování trestné činnosti, podávají a vedou obžaloby a po rozhodnutí soudu vykonávají uložené tresty. Výkonná moc má také oprávnění přijímat mimořádná opatření proti podezřelým osobám, které však často podléhají soudnímu souhlasu. Jedná se například domovní prohlídky, zajištění majetku, nasazení odposlechů komunikace či vzetí do vazby. Krajním opatřením autorizovaným výkonnou mocí je pak cílená likvidace osob podezřelých z nejzávažnějších trestných činů (např. terorismus). U drobnějších deliktů (přestupků) pak může orgán výkonné moci vykonávat soudní pravomoc přímo, kdy trest – zpravidla peněžní – není udělen rozhodnutím soudu, nýbrž přestupkové komise či jiného orgánu (například policisty v případě blokového řízení). Součástí pravomocí výkonné moci je i udělování milostí a amnestií, kdy může být výkon soudního rozhodnutí zmírněn nebo zcela zrušen. Platí tak, že výkonná moc sice nemůže uložit trest bez rozhodnutí soudu, ale může rozhodnout, že soudem uložený trest nebude vykonán.

### Správní soudnictví
Občané mají možnost bránit se proti rozhodnutím výkonné moci prostřednictvím správního soudnictví, které umožňuje soudně přezkoumat zákonnost rozhodnutí správních úřadů a dalších exekutivních orgánů. Na rozdíl od trestního procesu, kde výkonná složka státní moci žaluje občana, zde je žalujícím občan a výkonná složka před soudem obhajuje svůj postup.

## Výkonná moc v České republice

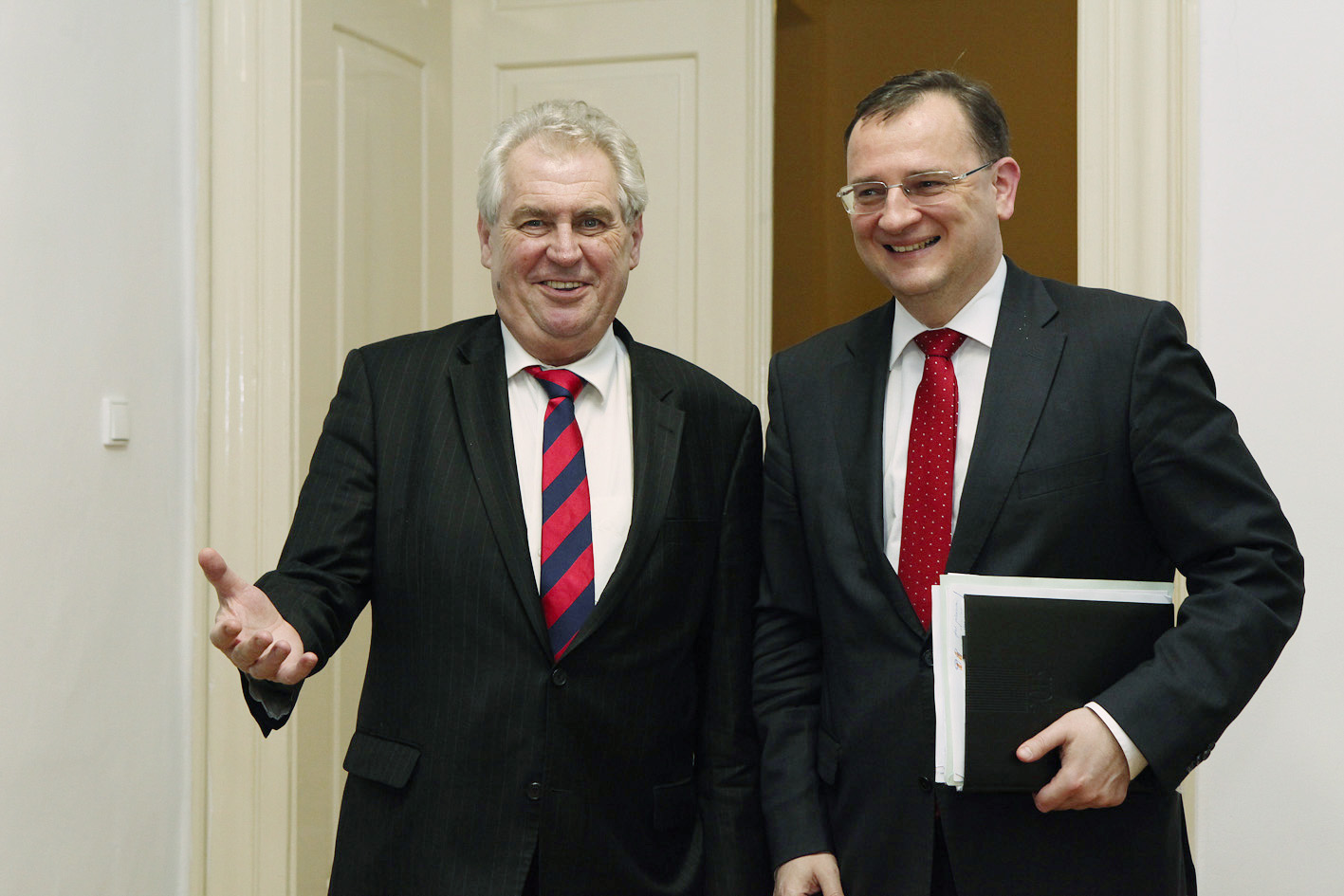
Vrcholní představitelé výkonné moci v ČR: prezident Miloš Zeman (vlevo) a premiér Petr Nečas, 2013

V České republice výkonnou moc obstarává především vláda a prezident. Činnosti výkonné moci jsou podřízeny moci zákonodárné. Vláda nemůže vydávat zákony, pouze podzákonné předpisy - například vládní nařízení. Základní vymezení práv a povinností výkonné moci je zakotveno ve III. Hlavě Ústavy. V širším pojetí jsou jako složky výkonné moci svou působností chápany i úřady, které se podílí na chodu státu, jako například Česká národní banka či Nejvyšší kontrolní úřad. Ty jsou ovšem v Ústavě zakotveny samostatně mimo oblast moci výkonné, protože vykonávají dohled nad tradičními složkami exekutivy a nejsou vládě podřízeny.

### Prezident
Prezident České republiky je hlavou státu a je volen v přímých volbách. Při vstupu do funkce skládá slib do rukou předsedy Senátu na společné schůzi obou komor. Prezident není z výkonu své funkce odpovědný, a proto k většině svých pravomocí potřebuje kontrasignaci předsedy vlády, nebo jím pověřeného člena vlády. V České republice, podobně jako v jiných parlamentních systémech, nemá prezident silné postavení a zastává spíše reprezentativní funkci. Přesto má však pravomoci, ke kterým nepotřebuje kontrasignaci. Tyto pravomoci uvádí článek 62 Ústavy a patří mezi ně například jmenování a odvolávání předsedy a dalších členů vlády, rozpouštění Poslanecké sněmovny, jmenování soudců Ústavního soudu, jeho předsedy a místopředsedů, odpouštění a zmírňování trestů uložených soudem a zahlazování odsouzení. Do pravomocí s kontrasignací pak patří například zastupování státu navenek, sjednávání a ratifikování mezinárodních smluv, vyhlašování voleb do Poslanecké sněmovny a do Senátu, jmenování soudců, nebo právo udělovat amnestii.

### Vláda a ministerstva
Vláda České republiky je definována jako vrcholný orgán výkonné moci. Skládá se z předsedy, místopředsedů vlády a ministrů. Předseda vlády je jmenován prezidentem republiky, který poté na návrh předsedy jmenuje i ostatní členy vlády. Vláda je z výkonu funkce odpovědná Poslanecké sněmovně, která vládě vyslovuje důvěru, která je nutná pro funkci vlády. Jde o kolektivní orgán, který rozhoduje kolektivně, a to nadpoloviční většinou všech členů. Do pravomocí vlády patří podávat Poslanecké sněmovně návrhy zákonů, vyjadřování se ke všem návrhům zákonů nebo k provedení zákonu, a v jeho mezích vydávat nařízení. Předseda vlády je hlavním organizátorem činnosti vlády, řídí jejich schůze a vystupuje jejím jménem.
Ministři řídí svá jednotlivá ministerstva, kde nesou odpovědnost za jejich činnost a vystupují jejich jménem v právních vztazích. Ministerstva a další ústřední správní orgány vykonávají svou činnost v souladu s Ústavou a platnými zákony, jakož i na základě usnesení vlády. V rámci své působnosti analyzují společenské problémy, vyhodnocují dosažené výsledky a přijímají opatření k řešení aktuálních otázek. Dále zpracovávají koncepce rozvoje svěřených odvětví a navrhují řešení problémů, která předkládají vládě.
Zvláštním orgánem výkonné moci je státní zastupitelství, které vykonává dozor nad zákonností přípravného trestního řízení a zastupuje veřejnou žalobu v trestním řízení.

### Další orgány
Nejvyšší kontrolní úřad (zkratka NKÚ) je nezávislá kontrolní instituce, jejímž úkolem je kontrolovat hospodaření se státním majetkem a plnění státního rozpočtu. V čele stojí prezident a viceprezident, kteří jsou jmenováni prezidentem republiky na návrh Poslanecké sněmovny. Nejvyšší kontrolní úřad předkládá vládě, Poslanecké sněmovně, Senátu, ale i odborné a široké veřejnosti nezávislé a nestranné informace o tom, zda byly prostředky státu vynaloženy účelně a zda při tom byly dodrženy právně závazné normy. . Tento orgán není politicky odpovědný, což je rozdíl například od vlády a nemůže mu být sněmovnou ukládáno, aby dělal určité úkoly, či něco provedl nebo neprovedl.
Česká národní banka (zkratka ČNB) je ústřední bankou České republiky. Hlavním úkolem je dohled nad finančním trhem a péče o cenovou stabilitu. V souladu s tímto hlavním úkolem Česká národní banka určuje měnovou politiku, vydává bankovky a mince, řídí a dohlíží na peněžní oběh, platební styk a zúčtování bank. Hlavním představitelem je guvernér České národní banky, který je jmenován prezidentem republiky. Národní banka představuje veřejnoprávní instituci, která kombinuje prvky veřejnoprávní i soukromoprávní subjektivity. V systému dělby moci je někdy označována jako „čtvrtá moc“ či „moc bankovní“ vzhledem ke své relativní nezávislosti na výkonné a zákonodárné moci. Ta je opatřením proti riziku oslabení demokratických principů, které může nastat i v důsledku měnových zásahů, například prostřednictvím inflačních emisí peněz, které vlády využívají k řešení fiskálních problémů. Tato nezávislost zahrnuje samostatné rozhodování o měnové politice a volbu nástrojů k dosažení primárního cíle, kterým je obvykle stabilita národní měny. Národní banka rovněž vykonává dohled nad bankovním sektorem, čímž přispívá k finanční stabilitě státu.
Česká republika je členěna na obce, které jsou základními územními samosprávnými celky, a kraje, které jsou vyššími územními samosprávnými celky. Územní samosprávné celky jsou územními společenstvími občanů, která mají právo na samosprávu. Vedle samosprávy vykonávané v samostatné působnosti může být zákonem na obecní či krajské orgány přenesena i působnost příslušící celostátním orgánům.
Obec je vždy součástí vyššího územního samosprávného celku. Vytvořit nebo zrušit vyšší územní samosprávný celek lze jen ústavním zákonem. Obec je samostatně spravována zastupitelstvem, stejně tak jako vyšší samosprávný celek. Stát může zasahovat do činnosti územních samosprávných celků, ale pouze tehdy, vyžaduje-li to ochrana zákona, a pouze způsobem stanoveným v zákoně. Územní samospráva je zakotvena v VII. Hlavě Ústavy a také v zákoně č. 128/2000 Sb., o obcích, zákoně č. 129/2000 sb., o krajích a zákoně č. 313/2000 Sb., o hlavním městě Praze.